# Quadrastichus praecox
Quadrastichus praecox är en stekelart som först beskrevs av Graham 1961.  Quadrastichus praecox ingår i släktet Quadrastichus och familjen finglanssteklar. Inga underarter finns listade i Catalogue of Life.